# Yoshiaki Ōshima
| Odkryte planetoidy: 61 | Odkryte planetoidy: 61 |
| ---------------------- | ---------------------- |
| (3843) OISCA           | 28 lutego 1987         |
| (4157) Izu             | 11 grudnia 1988        |
| (4261) Gekko           | 28 stycznia 1989       |
| (4293) Masumi          | 1 listopada 1989       |
| (4383) Suruga          | 1 grudnia 1989         |
| (4403) Kuniharu        | 2 marca 1987           |
| (4715) Medesicaste     | 9 października 1989    |
| (4840) Otaynang        | 23 października 1989   |
| (5123) Cynus           | 28 stycznia 1989       |
| (5206) Kodomonomori    | 7 marca 1988           |
| (5258) Rhoeo           | 1 stycznia 1989        |
| (5282) Yamatotakeru    | 2 listopada 1988       |
| (5353) 1989 YT         | 20 grudnia 1989        |
| (5397) Vojislava       | 14 listopada 1988      |
| (5730) Yonosuke        | 13 października 1988   |
| (5740) Toutoumi        | 29 listopada 1989      |
| (5810) 1988 EN         | 10 marca 1988          |
| (6903) 1989 XM         | 2 grudnia 1989         |
| (7284) 1989 VW         | 4 listopada 1989       |
| (7569) 1989 BK         | 28 stycznia 1989       |
| (7753) 1988 XB         | 5 grudnia 1988         |
| (8008) 1988 TQ4        | 10 października 1988   |
| (8157) 1988 XG2        | 15 grudnia 1988        |
| (8349) 1988 DH1        | 19 lutego 1988         |
| (9174) 1989 WC3        | 27 listopada 1989      |
| (9314) 1988 DJ1        | 19 lutego 1988         |
| (9320) 1988 VN3        | 11 listopada 1988      |
| (9940) 1988 VM3        | 11 listopada 1988      |
| (10065) 1988 XK        | 3 grudnia 1988         |
| (10299) 1988 VS3       | 13 listopada 1988      |
| (10751) 1989 UV1       | 29 października 1989   |
| (11034) 1988 TG        | 9 października 1988    |
| (11035) 1988 VQ3       | 12 listopada 1988      |
| (11862) 1988 XB2       | 7 grudnia 1988         |
| (12251) 1988 TO1       | 9 października 1988    |
| (12693) 1989 EZ        | 9 marca 1989           |
| (13934) Kannami        | 11 grudnia 1988        |
| (14843) Tanna          | 12 listopada 1988      |
| (14860) 1989 WD3       | 27 listopada 1989      |
| (15243) 1989 TU1       | 9 października 1989    |
| (16426) 1988 EC        | 7 marca 1988           |
| (16434) 1988 VO3       | 11 listopada 1988      |
| (16436) 1988 XL        | 3 grudnia 1988         |
| (16458) 1989 WZ2       | 21 listopada 1989      |
| (17426) 1989 CS1       | 5 lutego 1989          |
| (18346) 1989 WG        | 20 listopada 1989      |
| (19134) 1988 TQ1       | 15 października 1988   |
| (21018) 1988 VV1       | 2 listopada 1988       |
| (21021) 1988 XL2       | 7 grudnia 1988         |
| (21034) 1989 WB3       | 25 listopada 1989      |
| (26099) 1989 WH        | 20 listopada 1989      |
| (27715) 1989 CR1       | 5 lutego 1989          |
| (27721) 1989 WJ        | 20 listopada 1989      |
| (30794) 1988 TR1       | 15 października 1988   |
| (32785) 1989 CU1       | 10 lutego 1989         |
| (32795) 1989 WA3       | 21 listopada 1989      |
| (35074) 1989 UF1       | 25 października 1989   |
| (37569) 1989 UG        | 23 października 1989   |
| (37570) 1989 UD1       | 25 października 1989   |
| (37571) 1989 UE1       | 25 października 1989   |
| (69274) 1989 UZ1       | 29 października 1989   |

Yoshiaki Ōshima (jap. 大島良明 Ōshima Yoshiaki; ur. 1952) – japoński astronom amator. Odkrył 61 planetoid.
Jego imieniem nazwano odkrytą w 1990 roku planetoidę (5592) Oshima.